# Episesarma crebrestriatum
Episesarma crebrestriatum is een krabbensoort uit de familie van de Sesarmidae. De wetenschappelijke naam van de soort is voor het eerst geldig gepubliceerd in 1917 door Tesch.